# Голфо Аранчи
Го̀лфо Ара̀нчи (на италиански: Golfo Aranci; на сардински: Fìgari, Фигари) е малко пристанищно градче и община в Южна Италия, провинция Сасари, автономен регион и остров Сардиния. Разположено е на североизточния бряг на острова. Населението на общината е 2311 души (към 2013 г.).